# Pequeños de Octubre

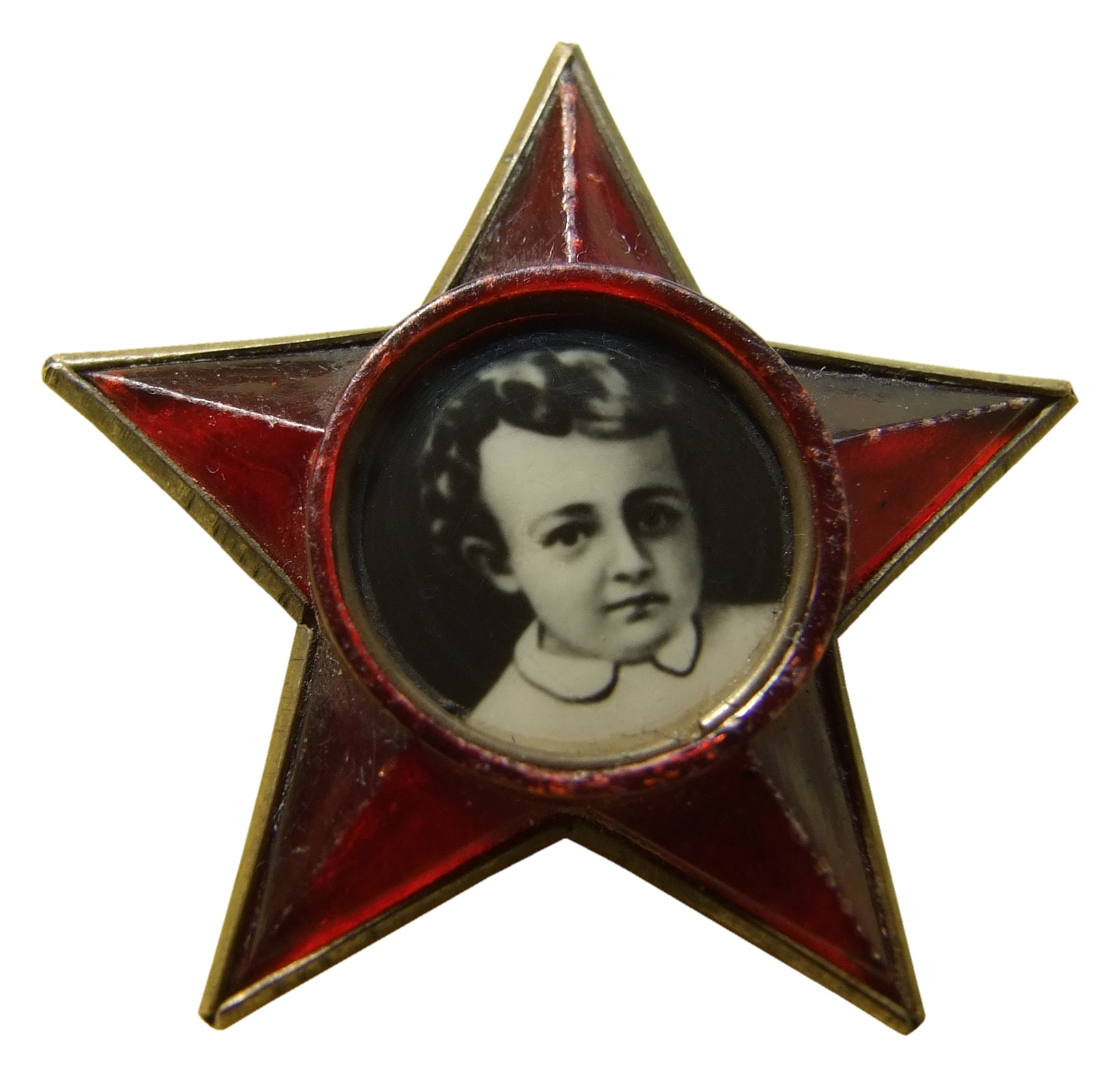
Insignia con un diseño antiguo

Los Pequeños de Octubre (en ruso, октября́та, también llamados Jóvenes Octubristas, o Pequeños Octubristas) es un término soviético que apareció por primera vez en 1923-1924, en ese momento referido a los niños nacidos en el año 1917, el de la Revolución rusa. Posteriormente, el término dio nombre a una organización juvenil para niños de entre 7 y 9 años. Tras sobrepasar esa edad, los niños habitualmente se integraban en otra organización juvenil, los Jóvenes Pioneros. Los Pequeños de Octubre estaban organizados en grupos, divididos por cursos académicos. El grupo se dividía en subgrupos llamados estrellitas (ruso, звёздочки), de cinco niños cada uno. Cada grupo de Pequeños Octubristas era liderado por un Joven Pionero del mismo destacamento. Cada niño debía llevar una insignia con forma de estrella de cinco puntas de color rubí, con el retrato de Lenin cuando era niño. El símbolo del grupo era una pequeña bandera roja.

## Descripción
El término "octubristas" apareció en 1923-1924, cuando comenzaron a aparecer los primeros grupos de niños en Moscú, en los que se admitían niños de la misma edad que la Gran Revolución Socialista de Octubre.
Se estableció la estructura de la organización de: un grupo de octubristas de 25 niños organizados bajo el destacamento pionero se dividía en eslabones de 5 personas (luego los eslabones comenzaron a llamarse asteriscos y podían llegar a 7  -10 niños, según las normas de la Organización de Pioneros de toda la Unión (1957).) - hasta 8 personas;  Reglamento sobre la Organización de Pioneros de toda la Unión (1967) - 5-6 escolares). El grupo está dirigido por un miembro del Komsomol asignado por la célula RLKSM y que es asistente del líder del destacamento pionero. Los pioneros están a cargo de los escuadrones y se seleccionan asistentes de octubre para ayudar a los pioneros.  Había un consejo de grupo, que estaba formado por su líder, los líderes de enlace y sus asistentes, es decir, un octubrista solo podía ser un asistente de enlace y un miembro ordinario de la junta del grupo.  En 1957, los octubristas ganaron el derecho de liderar las estrellas.

Se crearon grupos de octubristas en los primeros grados de las escuelas y funcionaron hasta que los octubristas ingresaron a los pioneros y se formaron destacamentos de pioneros.  Inicialmente, tras incorporarse a las filas de los octubristas, los niños llevaban una estrella roja cosida en la camiseta, en el lado izquierdo del pecho. Posteriormente, los Pequeños de Octubre comenzó a emitir una insignia: una estrella de rubí de cinco puntas con un retrato de Lenin cuando era niño. El símbolo del grupo era la bandera roja de octubre. El grupo (en algunas escuelas, un destacamento) de los octubristas constaba de varias unidades, llamadas "estrellas", cada una de las cuales generalmente incluía a 5 niños, el símbolo de una estrella de cinco puntas.  El principio de crear un destacamento de octubristas era simple: un destacamento es una clase escolar.  Como regla general, en la "estrella" cada octubre, ocupaba uno de los "puestos": el comandante de la "estrella", florista, ordenanza, bibliotecario, informador político o deportista.  En algunas escuelas, el comandante de la "estrella", a pedido de los maestros, cosió una franja en la manga de su túnica (líder de escuadrón - 2 franjas).
Las actividades de los octubristas se desarrollaron principalmente de forma lúdica y fueron organizadas por docentes y orientadores. La Semana de Octubre de toda la Unión se llevó a cabo anualmente del 16 al 22 de abril.  En la escuela para los octubristas, se podrían organizar las "lecturas de Lenin", cuando el 22 de cada mes el alumno senior designado llegaba a la clase y leía historias sobre Lenin (su cumpleaños fue el 22 de abril de 1870)